# Vlaamse Geschiedkundige Kring
De Vlaamse Geschiedkundige Kring (V.G.K.) is de faculteitskring van de opleiding geschiedenis aan de Universiteit Gent en werd gesticht op 26 november 1931. De V.G.K. ressorteert onder het Faculteitenkonvent Gent, het overkoepelende orgaan van alle aan opleidingen verbonden, studentenverenigingen aan de Universiteit Gent. De Vlaamse Geschiedkundige kring is de grootste kring van de faculteit Letteren en Wijsbegeerte. Met ruim 200 leden behoort de kring ook tot de middelgrote kringen in Gent.
De kleuren van de kring zijn wit en groen. Het Veer is het tijdschrift van de V.G.K.

## Geschiedenis

### Voorloper: Historisch Academisch Genootschap

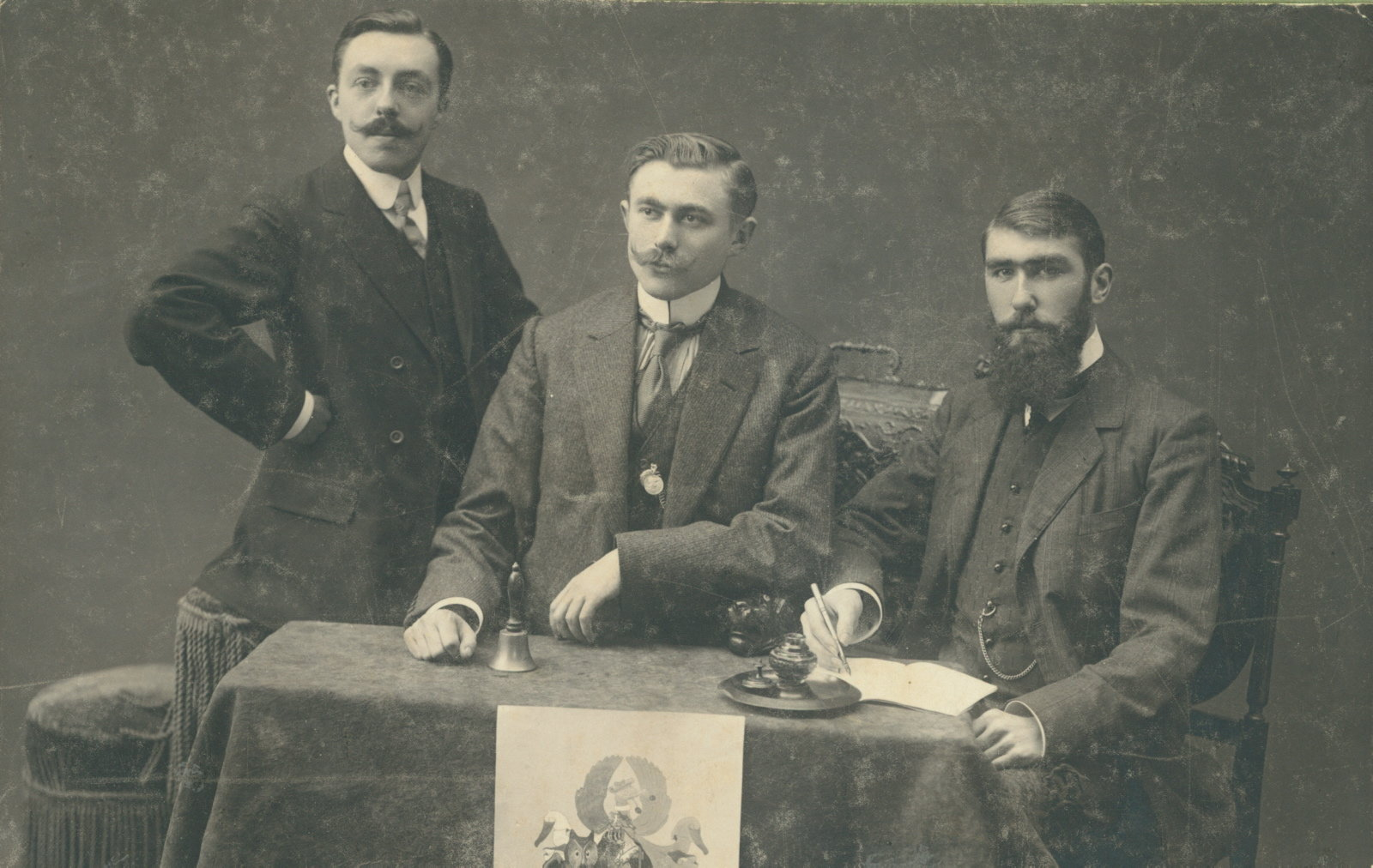
Bestuur van de Société Académique d’Histoire in 1909.

In 1896 werd de eerste studentenvereniging in de opleiding geschiedenis gesticht. De Société Académique d’Histoire, later het Historisch Academisch Genootschap (H.A.G.), bestond gedurende 35 jaar en werd op 13 mei 1931 opgedoekt "bij gemis aan belangstelling van zijn leden". Het vermogen van de vereniging werd opgemaakt aan een liefdadigheidswerk.

### Ontstaan
Op 26 november 1931 werd onder de geschiedenisstudenten aan de Gentse Rijkshogeschool de V.G.K. opgericht. Het doel van het eerste bestuur was een wetenschappelijke vereniging op te richten, die spreekbeurten over geschiedkundige onderwerpen zou organiseren. De eerste praeses was Frans Blockmans (1931-1933). Van in het begin was de V.G.K. een ledenvereniging, die in het eerste jaar rector August Vermeylen onder zijn leden mocht rekenen.
Met de oprichting van de V.G.K. kwamen ook de eerste problemen. Zo kreeg de Kring ruzie met het nationalistische dagblad De Schelde dat in haar nummer van 29 januari 1932 had beweerd dat de beginselen van de kring een verbetering waren op het 'franskiljonse' H.A.G., dat zou gedomineerd geweest zijn door professor Henri Pirenne. Volgens de krant was de V.G.K. opgericht toen met het emeritaat van de bekende historicus zijn Franstalige programma verdween. De V.G.K. reageerde in een ongepubliceerd antwoord dat de meningen over het H.A.G. onwaar waren, en dat het pensioen van Pirenne niets te maken had met het eigen ontstaan. De kring bevestigde daarom ook weer zijn politieke neutraliteit en het puur wetenschappelijke programma.

### De aanloop naar WO II
In de beginjaren veranderde de V.G.K. van een puur wetenschappelijke kring naar een studentenvereniging die ook het studentikoze omarmde.
Hoewel de kring volgens de beginselen neutraal was, waren er Vlaamsgezinde uitspraken te bemerken. Zo was het doel van het aftredend bestuur in 1933 dat de leden de nationale geschiedkundige wetenschap zouden dienen en zo het Dietsche volk ten bate kon zijn.

In deze periode werd door de economische crisis het lidgeld gehalveerd en kwam men voor het eerst internationaal in contact met een andere studentenkring, het Amsterdamse Kleio.
In het academiejaar 1935-1936 verkeerde de vereniging in crisis: de quaestor daagde niet op en zowel de secretaris als de praeses stapten op, waardoor de nieuwe quaestor Jan Dhondt eveneens die laatste functie opnam. Toch werd er gesproken over het oprichten van een eigen bibliotheek en verkreeg men van het Gentse stadsbestuur dat leden gratis toegang kregen tot historische gebouwen in de stad. Ook werd het eerste lustrum gehouden en begon men zich, samen met Germania, bezig te houden met het onderwijsbeleid. Hierdoor werden de betrekkingen met andere universiteiten verder uitgebouwd.
Ook hier had de taalkwestie invloed op het debat: de Leuvense Historische Kring ijverde voor een Nederlandstalige interacademiale conferentie van geschiedenisstudenten, omdat anders het Frans de voertaal zou worden. Toen deze conferentie in Zeist werd gehouden, waren echter noch Leuven noch Gent vertegenwoordigd. De V.G.K. haalde wel de banden met de Cercle Historique van de ULB aan.

In hetzelfde jaar diende de kring ook voorstellen in bij het Gentse Studentencorps (G.S.C.), de toenmalige overkoepelende vereniging, tot democratisering. Deze werden echter steeds uitgesteld, waarna de V.G.K. een motie uitsprak alle middelen te zullen hanteren om de wijzigingen door te voeren. Later werd het grootste deel van de voorstellen aanvaard.
Het ledenaantal bleef stijgen en in 1936-37 werd het eerste vrouwelijke presidiumlid ingehuldigd. De zeer nauwe betrekkingen met de Kunst- en Oudheidkundige Kring (V.K.O) leidden tot een samensmelting op 9 april 1940.

### V.G.K. in het verzet
De bezettingsperiode werd door de V.G.K. niet met lede ogen aangezien. Al van bij het begin stond de kring in de voorhoede om het Gentse studentenmilieu eendrachtig te houden. Na een coup op het Gentse Studentecorps (dat werd omgedoopt tot het Gentse Studenten Verbond) door een collaborerend bestuur, besluit de V.G.K. ondergronds te gaan en zich actief te verzetten tegen de Nazigezinde verenigingen aan de Universiteit. De Tweede Wereldoorlog was voor het hele Gentse Studentenleven een moeilijke periode. Al in de aanloop naar de bezetting werden heel wat studenten uit het verenigingsmilieu gemobiliseerd, zo ook Vic Thijs, de penningmeester van de V.G.K. (’39-’40). Men probeerde zoveel mogelijk terug te keren naar de normale gang van zaken en de V.G.K. werkte een beter seminariereglement uit, evenals een betere uitleningsformule voor de Centrale Bibliotheek. Verder werden op initiatief van de V.G.K., in de naam van de Faculteit L&W, met het rectoraat besprekingen aangeknoopt in verband met de voedselvoorziening, verwarming en treinverkeer voor de studenten. Deze besprekingen liepen af in het voordeel van de studenten.
De V.G.K. weigerde in het begin van de Tweede Wereldoorlog politiek stelling te nemen. Toch wijst het jaarverslag 1940-41 op een verslechterde relatie met het Gents Studentencorps, dat begin 1940 was omgevormd tot Gents Studentenverbond (GSV). Het GSV overtrad statuten van afzonderlijke kringen en poogde de autonomie van de kringen terug te schroeven. Bovendien werd er in het GSV een Fakulteitenkonvent (FK – het overkoepelende orgaan van de wetenschappelijke faculteitskringen) gesticht. “Met dit Fakulteitenkonvent, waartegenover wij alleen rekenschap af te leggen hebben over onze daden als Kring, hebben wij solidair gestaan en zullen wij solidair blijven staan”. De statuten van het nieuwe FK werden gebaseerd op voorstellen van het V.G.K. bestuur dat initiatiefnemer was voor de oprichting van het Konvent. Het GSV kwam onder verbondspraeses R. Van den Abeele onder nazi-controle te staan. Het zocht banden met nationaalsocialistische groeperingen en kwam, o.a. door de oprichting van een heuse ‘verbondwacht’ ook openlijk voor haar keuze uit. De band tussen de V.G.K. en het GSV werd verbroken en bleef gespannen. De spanning tussen de V.G.K. en GSV bereikte een hoogtepunt op 27 november 1941. Toen kon een spreekbeurt van dr. A. Corbet niet doorgaan wegens een inval van de GSV verbondswacht. De V.G.K. werd in haar strijd tegen het autoritaire GSV gesteund door de meeste geschiedenisprofessoren. Proseniores als Frans Blockmans [praeses 1931-1933] en Jan Dhondt [praeses 1936-1937, red.], die intussen doctor in de geschiedenis waren geworden, speelden een niet onbelangrijke rol.
De Lustrumviering naar aanleiding van het tienjarig bestaan van de kring werd een onverhoopt succes. De Vlaamse Geschiedkundige Kring werd bij haar streven tegen het autoritaire GSV geholpen door Romania, het Rechtsgenootschap, de Natuurwetenschappelijke Kring, de Pharmaceutische Kring, De Dierengeneeskundige Kring en de Technische Kring. Het GSV moest noodgedwongen de Faculteitskringen volledige vrijheid van handelen geven, wat toeliet dat deze zich organiseerden.
Ook op interuniversitair vlak roerde er wat. Op 22 december was het zover: op een bijeenkomst in Leuven werd besloten een Nationale Studentengroepering (NSG) op te richten. Te Gent kwam onder de van het GSV afgescheurde kringen een lokale afdeling tot stand. Drie kringen werkten hierbij nauw samen: de V.G.K., de Wetenschappelijke Kring en Romania. Naar buiten uit manifesteerden zij zich hoofdzakelijk door ‘Klokke Roeland’, een studentensluikblad dat op min. 250 en max. 500 exemplaren verscheen.De V.G.K., alsook de andere verzetskringen, zouden de tol voor hun houding moeten betalen. Hubert Janssens, vertegenwoordiger van de kunsthistorici in het V.G.K. bestuur, werd eind juni 1942 door de bezetter aangehouden wegens het verspreiden van ‘Klokke Roeland’. Hij kreeg vijf maanden gevangenisstraf. Lid André Schaepdryver werd, ook al wegens zijn medewerking aan ‘Klokke Roeland’, verplicht onder te duiken en vluchtte naar Engeland in de hoop er de Belgische Brigade te vervoegen. In augustus werd Praeses Walter Vangeenberghe aangehouden op beschuldiging van anti-Duitse houding, anti-Duitse propaganda en ook dat hij als Praeses van de V.G.K. niet had kunnen beletten dat in het seminarie van de Geschiedenis ‘Klokke Roeland’ verkocht werd. Ook werd hij, daar hij alles steeds bleef ontkennen, slechts enkele maanden vastgehouden. Jan Verbruggen, penningmeester van de V.G.K., werd dan de dienstdoende praeses. Het officieuze hoofddoel van de vereniging bleef de vernietiging van het GSV en de strijd tegen de aanhangers van de Nieuwe Orde.
Doch, de V.G.K. werd op 30 november in al haar enthousiasme gestuit door een brief van Rector G. Desmet [in opdracht van de Militärverwaltung] waarin de V.G.K., alsook de andere afgescheurde verenigingen werden aangemaand om of het GSV te vervoegen, of de kring te ontbinden. De V.G.K. besloot, evenals de Natuurkundige Kring en Romania, de eer hoog te houden en op 12 december de Kring te ontbinden.‘Klokke Roeland’ bleef verschijnen en kende ruim succes. De V.G.K. kreeg wegens haar activiteiten zelfs een vermelding door Radio London. In het geheim werden vergaderingen belegd in café De Hel alsook “plezierpartijtjes” bij Dr. Dhondt thuis.

### Na de Tweede Wereldoorlog
Na de Tweede Wereldoorlog hernam de V.G.K. haar activiteit als niet-politieke faculteitskring. De Nationale Studenten-groepering (NSG) werd de Gentse overkoepelende studentenvereniging met de faculteitskringen als basis van haar structuur en activiteit. De activiteitenkalender werd uitgebreid met brouwerijbezoeken, sport (meestal competitief tegen andere faculteitskringen), dansavonden, kringavonden of cantussen, … In 1948 werd er gestart met een V.G.K. tijdschrift. Het heette ‘Diplomata, Officieel orgaan van de Vlaamse Geschiedkundige Kring’. Het maandblad besloeg telkens zo’n 20 folio-bladzijden en er werden uiteenzettingen van professoren en studenten in gepubliceerd. De jaren vijftig werden ingezet met 35 leden. Onder hen bevonden zich o.a. Jaap Kruithof en Adriaan Verhulst.

### De bewogen jaren '70
De jaren zeventig kenmerkten zich bij de V.G.K. door maatschappelijk debat. De kring werd erg actief in de strijd tegen geplande onderwijshervormingen, maar moet vooral concurreren met het radicaal-linkse Sowege dat steeds populairder werd onder de studenten Geschiedenis. In 1970-71 kreeg onze kring voor het eerst een vrouw als praeses: Hilde Corremans. Zij haalde het na drie stemronden met 58 stemmen tegen 54 stemmen. Na de verkiezing van praeses Corremans begon de V.G.K. met een activistisch onderwijsprogramma, onder impuls van de secretaris Adriaan Linters. Het was Piet Vermeylen, in die dagen minister van onderwijs, die dat mocht ondervinden. Deze minister had voorgesteld het vak geschiedenis in de laatste jaren van het secundair onderwijs te vervangen door een vak ‘Maatschappelijke vorming’. In de schoot van de V.G.K. werd de werkgroep ‘Historicimacht’ opgericht. Toen in een referendum de meerderheid van de studenten voor harde actie opteerde gingen de geschiedenisstudenten de straat op. Er werden ook ludieke acties georganiseerd, zoals een tweedaagse bedevaart naar Brussel. Een nooit geziene samenwerking tussen professoren, academisch personeel en studenten zorgde er mede voor dat de minister een jaar later zelf geschiedenis werd. In hetzelfde academiejaar zag een nieuw V.G.K.-tijdschrift het levenslicht: Histopia.

### De jaren '80 en '90
Tijdens de jaren tachtig en negentig kon de V.G.K. verder doorgroeien door enkele ingrijpende veranderingen in de manier waarop de kring fungeerde. Enkele praesides waren verantwoordelijk voor een omwenteling in de Vlaamse Geschiedkundige Kring met als gevolg een bredere basis leden en het einde van de concurrerende vereniging Sowege. De V.G.K. stelde zich voor als de enige relevante studentenvereniging voor de opleiding Geschiedenis en slaagde daar ook in door te investeren in nieuwe diensten die de studenten op studievlak vooruit hielpen. In 1982 staat onze vereniging opnieuw op sporen. Praeses Peter Delbeke bouwt verder op het werk van Deblond. Hij breidt het bestuur van de Kring uit, decentraliseert de bevoegdheden van het Hoogpraesidium, beter bekend als Dagelijks Bestuur, naar de overige bestuursleden en geeft hen meer bevoegdheden. Zo krijgt de vereniging een nieuwe dynamiek die het best waar te nemen is in het stijgend ledenaantal gaande van 25 leden in 1979-80 naar 163 leden in 1983-84. Het V.G.K. tijdschrift ‘Het Veer’ werd een nieuwe waarde, alsook de jaarlijkse Breughelavond, een regelmatige busreis naar de Schaatspiste in Gullegem. Op dinsdag 14 december werd een heuse Blandijnfuif georganiseerd. Voor de eerste maal werd het door een samenwerking tussen alle verenigingen in de Blandijn mogelijk een fuif te organiseren in de feestzaal van de Vooruit.
Vanaf het midden van de jaren ’90, met de praesidia van presides Vanheuverbeke, Beelaert en Debaenst kreeg de kring opnieuw een tweede adem door de verdere modernisering. De V.G.K. ging zich opnieuw verder toeleggen op het academisch vlak en zal zich inzetten op de verkoop van handboeken en studentencursussen.

## De Vlaamse Geschiedkundige Kring vandaag

### Activiteiten
De Vlaamse Geschiedkundige Kring staat tegenwoordig meer dan ooit op haar politieke en filosofische neutraliteit zodat zij een vereniging blijven voor alle studenten geschiedenis. Het aanbod aan activiteiten is zo groot mogelijk om de wensen van een divers publiek te beantwoorden. Hiervoor organiseren zij reizen, sporten, feesten, zoals zij ook vroeger deden.
Reis werd tot een nieuw hoogtepunt gebracht door de gepensioneerde student Jacques Pottie, die meer dan een decennium de functie “Reis” opnam in het praesidium. Onder zijn auspiciën bezocht de V.G.K. een reeks prachtige bestemmingen, van Berlijn over Egypte tot Griekenland, van Praag over Venetië tot de beruchte Tafelberg ergens in het Duitse schone. Het was ook diezelfde Jacques die er na enkele jaren ijveren in slaagde om de V.G.K. warm te maken voor medewerking aan de Nacht van de Geschiedenis, een initiatief van het Davidsfonds waarop de kring nog elk jaar zijn stempel drukt. Enkele jaren organiseerde de V.G.K. de Nacht van de Geschiedenis in samenwerking met het Liberaal Archief, maar vanaf 2019 namen zij terug volle verantwoordelijkheid voor activiteiten op deze avond.
Daarnaast werd er een nieuwe functie toegevoegd die toen uniek was in Gent: de debatverantwoordelijke. Deze persoon zou instaan voor het contact met academici en intellectuelen aan te halen door het organiseren van lezingen en debatten. in 2008-2009 werd de V.G.K. nog getrakteerd op een tirade van de toenmalige hoofdredacteur van de Standaard Peter Vandermeersch, maar het meest opzienbarende debat van dat jaar was echter ongetwijfeld dat waar de broers Bart De Wever en Bruno De Wever en vader en zoon Anciaux samen aan tafel schoven. Door de massale opkomst werd op het laatste moment besloten om dit debat in auditorium E (met een capaciteit van 500 personen) te laten doorgaan, dat uiteindelijk tot de nok vol gevuld werd.
Het Veer werd voortaan gratis en men bereikte een grotere groep lezers.
De praesidia van Jens Vanden Meerschaut en Arvid De Coster zijn niet zonder slag of stoot voorbijgegaan. Zij kwamen op de proppen met een nieuwe visie op de V.G.K. en de focus verschoof naar de cantussen en feestelijkheden. Sinds de jaren ’80 had de V.G.K. (toen met bijna alle andere Blandijnkringen) niet meer in de Vooruit gefuifd en in 2012 gebeurde dat opnieuw met de memorabele openingsfuif, in samenwerking met Filologica. De traditie werd verdergezet tot een laatste editie in 2015, waarna vanuit V.G.K. werd beslist dat het concept voorbijgestreefd was. Niet iedereen was het eens met de nieuwe koers die de V.G.K. was ingegaan na een decennium waarin de functie Cultuur een erg belangrijk speerpunt was geworden. De focus werd teruggelegd op culturele aangelegenheden onder de praesidiumjaren van Jasper Standaert en Ivo De Wulf door de actieve cultuurverantwoordelijken Alex Peetermans en Evelyne Lemahieu, die gemiddeld één activiteit per week organiseerden. Dit wordt tot op de dag van vandaag voortgezet dankzij onder andere de samenwerking tussen de V.G.K. en de organisatie Cultour, waarbij studenten aan een verlaagd tarief tickets kunnen aankopen voor concerten, opera's en ballet. Vanaf 2012 was er een verbeterde alumniwerking en enkele nieuwe en gedurfde activiteiten zoals het “Middeleeuws Dolkvechten”, “Wijn en Zijn”, een debat over “de Zin van Geschiedenis” en historische kooksessies.
Wegens de jaarlijkse negatieve persberichten over studentenverenigingen wegens studentendopen, kwam er ook een vernieuwde inzet op het studie-aspect. De Vlaamse Geschiedkundige Kring wil met activiteiten zoals de workshops “Endnote” en "Zotero", exameninfosessies, en Historische Praktijk sessies, en in 2018 zelfs collectieve studeersessies voor de eerstejaars, in samenwerking met de professoren van de vakgroep Geschiedenis, werken aan dit negatieve imago door te benadrukken dat de studies eerst komen. Vooral Adeline Moons, die drie jaar de functie van Studieverantwoordelijke had, tilde het studie-aspect naar nieuwe hoogtes. Zij zorgde voor een betere samenwerking tussen de verschillende Blandijnkringen, maar vooral met de vakgroep. Ook zal het onder haar impuls zijn dat de V.G.K.-studiecel (studie en boeken) in 2021 een afstudeerbeurs zou organiseren in samenwerking met de Oud-studenten Geschiedenis Gent (OSGG) en de vakgroep Geschiedenis.
Vanaf 2016 werd onder impuls van boekenverantwoordelijke Lynn De Palmenaer de boekenverkoop gemoderniseerd door de introductie van digitale bestelformulieren en bancontacten bij de auditoriumverkopen, daarnaast werden vanaf nu alle verplichte boeken voor alle vakken van de bachelor en de master verkocht door de Geschiedkundige Kring met de nodige studentenkorting. Onder haar impuls kwam er ook een gecentraliseerde werking tussen de kringen aan de Blandijn betreffende de communicatie voor de boekverkopen en studentencursussen.

### Studentenparticipatie
Vanaf 2014 werd er door de Dagelijkse Besturen en Arno Rombouts opnieuw actief aangemoedigd dat kringleden van de V.G.K. hun richting vertegenwoordigen in de verschillende organen van de faculteit. De studentenvertegenwoordigers worden verkozen via centrale verkiezingen georganiseerd door de Universiteit Gent, maar elk verkiezing slagen studenten Geschiedenis erin verkozen te worden in de faculteitsraad van Letteren en Wijsbegeerte. Daarnaast spelen vele leden van de V.G.K. ook een erg actieve rol in de opleidingscommissie Geschiedenis. Zo bestond de opleidingscommissie die het advies gaf over de laatste en grondige herwerking van het curriculum voor de volle 100% uit V.G.K.-leden.
Ook in de facultaire studentenraad StuArt stroomden geschiedenisstudenten vlot door. De besturen tussen 2016-2019 stonden altijd onder het bestuur van een V.G.K. lid: Alex Peetermans (Quaestor en Cultuur), Vincent Ducatteeuw en Lynn De Palmenaer (Boekenverantwoordelijke). Na 2019 verdwenen de V.G.K.'ers uit het dagelijks bestuur van StuArt, maar bleven zeer actief in de algemene vergaderingen en de facultaire studentenvertegenwoordiging. Enkelen van hen zijn Adeline Moons (Studieverantwoordelijke), Emmy Clarisse (Reis en Feest) en Jeroen Petit (Debat, Boekenverantwoordelijke en vice-praeses).

### Nieuw protest
Over het algemeen gaan studentenvertegenwoordiging en studentenverenigingen vaak hand in hand, aangezien de actieve studenten vaak een groot netwerk hebben en dus snel problemen opsporen en snel kunnen mobiliseren. Zo was ook het geval in 2018 wanneer leden van de V.G.K. wederom tegenover de minister van onderwijs kwamen te staan, dit maal Hilde Crevits. Zowel professoren als studenten Geschiedenis trokken aan de alarmbel toen bij de hervorming van de lerarenopleiding men afstapte van de huidige Master Geschiedenis(60 studiepunten)+ Master Specifieke Lerarenopleiding(60 studiepunten) en over wou schakelen naar een Educatieve Master van 90 studiepunten. Dit betekende dat de leraren van de toekomst aan 30 studiepunten kennis zouden inboeten, terwijl het juist de bedoeling was betere leerkrachten te creëren. Wanneer de pleidooien van de professoren, waaronder Bruno De Wever, onverhoord bleven, werd de Vlaamse Geschiedkundige Kring gecontacteerd. Via mond-tot-mond reclame en facebookprotest door de snelle acties van onder andere Sébastien De Kimpe, werd er al snel een plan gemaakt om een mars te ondernemen naar Brussel. Via StuArt werd ook de Gentse Studentenraad op de hoogte gebracht, en werd er een officieel standpunt ingenomen door de studentenraden van de faculteiten Letteren en Wijsbegeerte, Politieke en Sociale Wetenschappen en Recht en Criminologie waarin zij hun zorg uitten over de beslissing.
Na overlegmomenten met een professorendelegatie en studentendelegatie exclusief bestaande uit geschiedkundigen (en in het geval van de studenten uitsluitend V.G.K.) op het kabinet van de minister, werd besloten om de Educatieve Master toch uit te breiden naar 120 studiepunten.
In 2018 creëerde de V.G.K. opnieuw een functie die een primeur was bij richtingsgebonden kringen: duurzaamheidsverantwoordelijke, in een poging om tegemoet te komen aan de veranderende noden en belangen van onze maatschappij.

## Bekende V.G.K.’ers
Beroemde V.G.K.'ers zijn onder meer:
- Prof. dr. August Vermeyen
- Prof. dr. Frans Blockmans
- Prof. dr. Jan Dhondt
- Maurits Coppieters
- André Schaepdryver
- Prof. dr. Raoul Van Caenegem
- Prof. dr. Adriaan Verhulst
- Prof. dr. Ludo Milis
- Prof. dr. Urbain Vermeulen
- Luc Van der Kelen
- Dirk Van Den Bogaert
- Prof. dr. Marc Boone
- Klaus Van Isacker
- Marc Reynebeau
- Chokri Ben Chikha